# Jule Niemeier
Jule Niemeier (født 12. august 1999 i Dortmund, Tyskland) er en professionel tennisspiller fra Tyskland.